# Organismo barofilo
Gli organismi barofili, conosciuti anche come piezofili, sono quegli organismi il cui habitat si caratterizza per livelli alti di pressione atmosferica, specialmente nel caso di microorganismi che vivono nei fondali oceanici. Il termine è stato introdotto nel 1949 da Claude E. ZoBell (1904 - 1989), Frank H. Johnson (1908 - 1990) e Richard Morita nel 1957 durante uno studio della microfauna dei sedimenti oceanici a grandi profondità.
Principalmente gli organismi barofili sono batteri, protisti e archeobatteri che, avendo strutture vitali molto più semplici del resto degli esseri viventi, sono riusciti ad adattarsi ottimamente a queste condizioni estreme. Un esempio di questi microorganismi sono i protisti del gruppo Xenophyophorea, ritrovati a 10.541 m di profondità, sopportando una pressione di 1.100 atm.

## Meccanismi d'adattamento
Generalmente questi organismi sono riusciti ad adattarsi alle elevate condizioni di pressione alterando la fluidità della membrana cellulare: quest'ultima ha acquisito una consistenza cerosa e relativamente impermeabile ai nutrienti.
Inoltre, la mancanza di uno scheletro o di qualsiasi altra struttura di supporto, ha permesso a questi microorganismi di adattarsi alla forte compressione sperimentata a pressioni elevate.